# 회전설비 FFT 스펙트럼 분석
Fast Fourier Transformation(FFT)을 적용하는 것은 회전설비의 진동 신호를 보다 유용하게 분석해 볼 수 있는 방법이다. 이것은 신호를 설비의 다양한 각 구성 요소별 주파수에서의 특정 진동 신호로 분해하는 것을 의미한다.
예를 들어서 기계 설비의 복잡한 진동 신호에 포함된 각 주파수의 진동 크기를 모두 나열할 때까지 10Hz에서 진동 신호의 크기를 측정하고, 그 다음 20Hz에서 다시 측정하는 일련의 측정을 계속해 보자. 그 다음, 이들 값 또는 진폭을 주파수축에 도표로서 그린다. 전체 신호에서 나누어진 구성 주파수 파형의 개수는 해상도의 수로 결정된다. 여기서 그려진 도표를 FFT 스펙트럼이라 한다. 
FFT 스펙트럼은 믿을 수 있는 유용한 분석 도구이다. 만약 기계적인 문제가 발생했다면, FFT 스펙트럼은 문제가 발생된 부위, 문제의 원인, 문제 발생의 추이, 그리고 문제가 치명적인 상태가 될 시점을 제공한다. 기계적인 결함은 해당되는 명확한 주파수를 발생시킨다는 것을 알고 있으므로 어떤 주파수 범위에서 진폭의 변화가 있었는지 찾기 위하여 FFT 스펙트럼을 분석한다.